# Discestra ultra
Discestra ultra là một loài bướm đêm trong họ Noctuidae.